# Jean-Luc Molinéris
Pour les articles homonymes, voir Molinéris.
Jean-Luc Molinéris, né le 25 août 1950 à Grenoble, est un coureur cycliste français.

## Biographie
Professionnel de 1971 à 1977, il a notamment remporté une étape du Tour de France 1974 allant de Dieppe à Harelbeke, en Belgique. Il a été équipier de Luis Ocaña, de Bernard Thévenet et Eddy Merckx. Il est le fils de Pierre Molinéris, lui-même ancien coureur professionnel de 1943 à 1955.

## Palmarès

### Palmarès amateur
- 1967
  -  Champion de France sur route juniors
- 1970
  - Nice-Turin
  - Paris-Vierzon
  - Tour des Alpes-de-Haute-Provence
  - 2e étape du Tour de l'Avenir (contre-la-montre)

### Palmarès professionnel
- 1971
  - Étoile de Bessèges
  - 3e du Grand Prix de Menton
- 1972
  - Étoile de Bessèges
  - 3e du Critérium national
- 1974
  - 2ea étape du Tour de l'Oise
  - 6ea étape du Tour de France
- 1975
  - 3e du Grand Prix de Nice
- 1976
  - Grand Prix de Peymeinade
  - Paris-Bourges
  - 2e du Grand Prix d'Antibes
  - 3e du Grand Prix de Cannes
- 1977
  - 7ea étape du Tour de France (contre-la-montre par équipes)

## Résultats sur les grands tours

### Tour de France
3 participations
- 1974 : abandon (20e étape), vainqueur de la 6ea étape
- 1976 : hors course (15e étape)
- 1977 : hors délais (17e étape), vainqueur de la 7ea étape (contre-la-montre par équipes)

### Tour d'Italie
1 participation
- 1973 : 60e